# Coltines
Coltines település Franciaországban, Cantal megyében. Lakosainak száma 428 fő (2022. január 1.). Coltines Andelat, Roffiac, Talizat, Ussel, Celles és Neussargues-Moissac községekkel határos.

## Népesség
A település népességének változása:
| Lakosok száma | 312  | 314  | 358  | 410  | 452  | 457  | 454  | 439  | 433  | 428  |
|               | 1968 | 1982 | 1990 | 2006 | 2013 | 2015 | 2017 | 2019 | 2020 | 2022 |